# 福岡美輝
福岡 美輝（ふくおか みつき、1997年1月20日 - ）は、神奈川県高座郡寒川町出身の日本の元プロ野球選手（投手）。

## 来歴
神奈川県立厚木北高等学校を経て、函館大学へ進学。4年時に明治神宮野球大会へ出場した。2019年からは富士通アイソテックベースボールクラブに所属した。社会人時代は「会社の仕事に追われた」という。
2021年に四国アイランドリーグplusの香川オリーブガイナーズに入団。公式戦初登板となる5月4日の対高知ファイティングドッグス戦（レクザムスタジアム）では、先発して7回を1失点に抑え、勝利投手となった。同年6月21日の対愛媛マンダリンパイレーツ戦（今治市営球場）では7イニング制の参考ながら無四球完封勝利を挙げた。最終的に初年度は16試合に登板して5勝3敗、防御率2.95の成績だった。
独立リーグでの生活について2021年5月の報道では「僕にとっては毎日野球ができて、すごく幸せ」と話している。
2022年9月15日、香川からの退団（自由契約）が発表された。当人は退団に際してTwitterで、「8月28日で（中略）野球を引退していました。」とコメントした。

## 詳細情報

### 独立リーグでの投手成績
出典は「一球速報.com」。
| 年 度     | 球 団     | 登 板 | 先 発 | 完 投 | 完 封 | 無 四 球 | 勝 利 | 敗 戦 | セ 丨 ブ | ホ 丨 ル ド | 勝 率 | 打 者 | 投 球 回 | 被 安 打 | 被 本 塁 打 | 与 四 球 | 敬 遠 | 与 死 球 | 奪 三 振 | 暴 投 | ボ 丨 ク | 失 点 | 自 責 点 | 防 御 率 | W H I P |
| --------- | --------- | ----- | ----- | ----- | ----- | -------- | ----- | ----- | -------- | ----------- | ----- | ----- | -------- | -------- | ----------- | -------- | ----- | -------- | -------- | ----- | -------- | ----- | -------- | -------- | ------- |
| 2021      | 香川      | 16    | 8     | 1     | 1     | 1        | 5     | 3     | 0        | 2           | .625  | 233   | 58.0     | 49       | 1           | 15       | -     | 4        | 42       | 7     | 0        | 23    | 19       | 2.95     | 1.10    |
| 2022      | 香川      | 6     | 1     | 0     | 0     | 0        | 0     | 1     | 0        | 0           | .000  | 21    | 5.1      | 6        | 0           | 0        | -     | 0        | 4        | 0     | 0        | 2     | 2        | 3.38     | 1.12    |
| 通算：2年 | 通算：2年 | 22    | 9     | 1     | 1     | 1        | 5     | 4     | 0        | 2           | .556  | 254   | 63.1     | 55       | 1           | 15       | -     | 4        | 46       | 7     | 0        | 25    | 21       | 2.98     | 1.11    |

### 背番号
- 66  （2021年 - 2022年）